# Port lotniczy Central Illinois
Port lotniczy Central Illinois (IATA: BMI, ICAO: KBMI) – port lotniczy położony 6 km na wschód od Bloomington, w stanie Illinois, w Stanach Zjednoczonych.

## Linie lotnicze i połączenia
- AirTran Airways (Atlanta, Fort Myers, Orlando)
- American Connection obsługiwane przez Chautauqua Airlines (Chicago-O'Hare)
- American Eagle Airlines (Dallas/Ft. Worth)
- Delta Connection obsługiwane przez Atlantic Southeast Airlines (Atlanta)
- Delta Connection obsługiwane przez Pinnacle Airlines (Detroit, Minneapolis/St. Paul)